# 今井信衡
今井 信衡（いまい のぶひら）は、戦国時代の武将。

## 経歴・人物
武田勝頼の側近。甲斐山梨郡今井郷領主。勝頼の旗本武者奉行として地頭役の賦課や徴収、家臣の所領の検地などを担った。永禄8年（1565年）の『大宮神馬奉納記』に署判がある。